# Alumni Athletic Club
Alumni Athletic Club was een Argentijnse voetbalclub uit de hoofdstad Buenos Aires.

## Geschiedenis
De club werd opgericht door de Schotse leraar Alexander Hutton die zelf de Buenos Aires English High School opgericht had, een school waar ook plaats was voor voetbal. Nadat in 1891 al eens een competitie gespeeld werd lag het voetbal in 1892 stil in Argentinië. Hutton richtte in 1893 een nieuwe competitie op en onder de naam English High School nam het team deel aan de competitie. Het jaar erop nam de club niet deel aan de competitie en vele spelers gingen voor andere teams spelen. In 1895 waren ze wel weer van de partij, hierna duurde het tot 1900 vooraleer de club terug meedeed. In 1898 werd besloten dat elke school ook een sportclub moest hebben en zo werd op 3 oktober 1898 English High School Athletic Club opgericht. In 1899 richtte de voetbalbond een tweede divisie op waarvoor de club zich inschreef. De club werd vicekampioen na Banfield. Het volgende seizoen trad de club aan in de hoogste klasse en werd kampioen. Aan het einde van het seizoen deed de krant Buenos Aires Herald een onderzoek bij de lezers naar het populairste team. English High School Athletic Club won met 6942 voor Quilmes (3467 stemmen) en Belgrano (3358 stemmen).
In 1901 werd het verboden om nog schoolnamen te gebruiken voor voetbalteams waardoor de club op zoek ging naar een nieuwe naam. Carlos Rowers, een van de leden bedacht de naam Alumni Athletic Club en die naam werd meteen goedgekeurd. Onder de nieuwe naam werd de club drie keer op rij kampioen. In 1901 won de club ook een van de eerste internationale toernooien, de Tie Cup. Aan deze beker namen teams deel uit Buenos Aires, Rosario en Montevideo. De club versloeg in de finale Rosario Athletic met 2-1. In 1903 verloor de club voor het eerst een competitiewedstrijd, tegen Belgrano. Het volgende seizoen moest Alumni de titel aan Belgrano laten en had ook een achterstand op de club van zes punten. De scheve situatie werd rechtgezet en Alumni werd opnieuw kampioen. Reforma AC kreeg een 14-0 nederlaag om de oren dat seizoen.
In 1906 werd de competitie hervormd en opgesplitst in twee groepen. Alumni werd groespwinnaar en versloeg in de finale Lomas. Dat seizoen won de club ook nog drie bekertoernooien. In 1907 was er opnieuw één groep en Alumni werd kampioen zonder een wedstrijd te verliezen. Na een intermezzo van Belgrando werd de club opnieuw drie keer op rij kampioen van 1909 tot 1911. De familie Brown was erg goed vertegenwoordig bij de club en ook bij het nationale elftal. De broers Alfredo, Carlos, Ernesto, Jorge , Eliseo, Diego en Tomás en hun neef Juan Domingo speelden ongeveer hun hele carrière voor de club.
Hoewel de club in 1912 startte in de competitie werden ze uitgesloten nadat ze drie keer forfait gaven. Vele spelers verkasten naar Quilmes, dat de uiteindelijke titel won. Er waren twee redenen voor de ondergang van de club. De eerste was dat er bijna uitsluitend spelers van de school opgesteld werden en de tweede was dat er een tekort aan geld was. In het verleden schonk de club vaak inkomsten aan goede doelen.
In 1951 werd door de school wel nog een rugbyteam opgericht dat de naam Asociación Alumni kreeg.

## Erelijst
Landskampioen
1900, 1901, 1902, 1903, 1905, 1906, 1907, 1909, 1910, 1911
Copa de Honor Municipalidad de Buenos Aires
1905, 1906
Copa de Competencia Jockey Club
1907, 1908, 1909
Tie Cup
1901, 1903, 1906, 1907, 1908, 1909
Copa de Honor Cousenier
1906